# W. E. B. 듀보이스
윌리엄 에드워드 버가트 듀보이스(영어: William Edward Burghardt Du Bois, 영어 발음: /duːˈbɔɪs/, 1868년 2월 23일 ~ 1963년 8월 27일)는 미국의 인권 운동가, 사회학자와 교육인으로 20세기의 첫 절반 동안 미국에서 으뜸가는 흑인 지식인과 주요 흑인 항의 연설인으로 넓게 인정받았다. 엄격한 학술인으로서 그는 대학에서 뛰어났고, 다수의 교사 직위들에서 자신의 재직 기간을 즐겼으며, 자신 일생의 과정에 4000권이 넘는 책들을 저서하고 미국 흑인들의 지식 계급으로서 결국적으로 합동하려는 이들에게 영웅적인 견본이 되었다. 학문적인 활동인으로서 자신의 역할에 그는 자신이 해결하는 데 "20세기의 문제 - 인종 장벽의 문제"로 부른 탐구에서 교실과 학문의 전당들의 한정을 넘었다.
듀보이스는 근대 흑인들의 학문, 근대 흑인들의 투쟁과 자의식과 근대 흑인들의 문화적 개발의 아버지로서 만큼 많이 보였다. 현저하게 남아있는 합법적인 인종적 분리를 끝내는 데 노력들을 통하여 자신의 사회적 변화의 유산 전미 흑인 지위 향상 협회의 공동 창립자 중 한 사람이기도 하다. 하지만, 듀보이스는 자신의 사회적 이론들의 인정의 부족에 의하여 좌절되었고, 미국 사회와 함께 환멸을 느끼게 되었다. 1963년 미국 국적을 포기하고 가나 국적을 취득하였으며, 자기 추방한 공산주의자로서 자신의 최후의 나날을 보내기로 선택하며 미국에서 인종 차별을 끝내는 것을 보는 그의 꿈은 실현되지 않았다.

## 인물

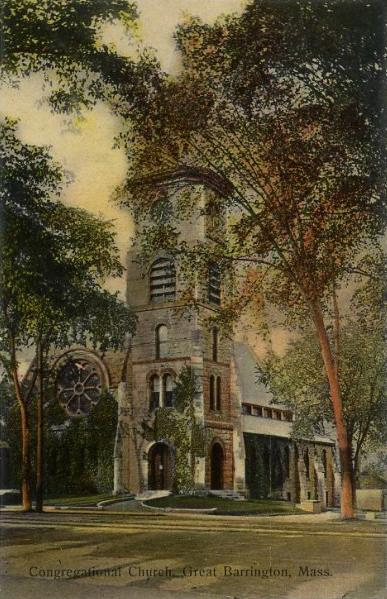
그레이트배링턴에 있는 듀보이스가 어린 시절 예배에 참석한 조합 교회

듀보이스는 매사추세츠주 그레이트배링턴에서 앨프리드 듀보이스와 메리 실비나 듀보이스(혼전 성씨: 버가트·Burghardt)의 아들로 태어났다. 부친 앨프리드는 현재 아이티로 알려진 산도밍고에서 태어났고, 자신이 자유 흑인의 자손이면서 그는 자신의 혈통을 뉴욕주 퍼그키프시의 제임스 듀보이스 박사에게 더듬어 올라갈 수 있었다. 이 의사는 바하마에 있는 동안 앨프리드를 포함한 3명의 아들과 1명의 딸을 자신의 노예 연인에 의하여 낳았다.
그의 아들은 미국 헌법 14조의 비준과 추가된 지 1년 후에 태어났다. 지식적으로 재능있고 학문적 경향의 W. E. B. 듀보이스는 1883년 15세의 나이로 일찍이 그레이트배링턴 고등학교를 졸업하였다. 그는 자신의 졸업반의 단 하나의 흑인 학생이었다.
1890년 피스크 대학교로부터 학사 학위를 받고 2년 후, 듀보이스는 하버드 대학교에서 석사 학위와 함께 우등으로 졸업하였다. 그러고나서 그는 유학을 떠나 베를린 대학교에서 수학하였다. 1894년 26세의 나이로 그는 귀국하여 윌버포스 대학교에서 강의하였다. 다음해 듀보이스는 하버드 대학교에서 철학 박사 학위를 받는 데 첫 흑인이 되었다. 이 진보적인 학위는 사회학에서 듀보이스의 주요 훈련이 있던 사실에 불구하고 역사에 있었다. 그의 박사 학위 논문 《미국으로 아프리카 노예 무역의 억압, 1638 ~ 1870》(1896)은 관찰 조사들의 타입의 예상과 오는 세월에 자신이 생산할 사례 연구였다.

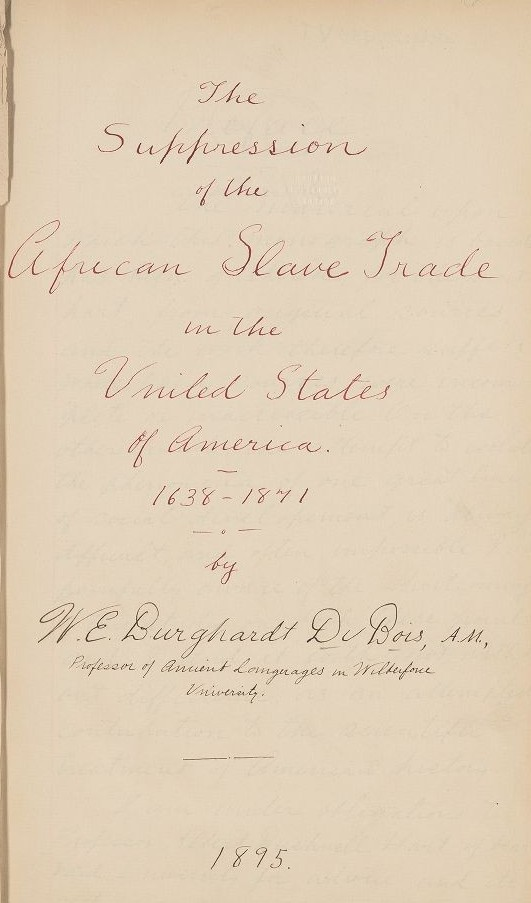
듀보이스의 박사 학위 논문 《미국으로 아프리카 노예 무역의 억압, 1683 ~ 1870》

1896년 그는 니나 고머와 결혼하였다. 이 생활로부터 2명의 자식들 - 뒤뚝뒤뚝 걸으면서 사망한 아들 버그하트와 딸 욜란데를 두었다. 1950년 니나의 사망 후, 그는 2번째 부인 셜리 그레이엄과 결혼하였다.
윌버포스에서 자신의 교수직에 이어 그는 자신이 선구적 사회학 논문 《필라델피아 니그로》(1899)를 발간한 펜실베이니아 대학교에서 강의하였다. 그러고나서 그는 자신이 미국에서 사회학의 첫 과를 설립하고 미국 흑인들의 생활과 역사를 탐험하는 연구 분야의 결론을 조직화한 애틀랜타 대학교(오늘날의 클라크 애틀랜타 대학교)로 갔다.
남부 제주의 재통합기 이후의 미국은 인종 차별의 문맥을 명시한 짐 크로우 인종적 분리법, 린치, 인종 폭동과 선거권 박탈 같은 것들이 유행이었다. 고등 지식의 최고
흑인 학회들 중의 하나인 프리스크 대학교 졸업에 우선으로 어린 듀보이스는 이미 압박으로부터 흑인들의 미국을 해방시키는 임무를 차지하는 데 결심하였다. 그는 자신을 예정된 인종의 지도자로서 계획하였다.
진실의 근면의 추구자 듀보이스는 1910년부터 1934년까지 자신의 애틀랜타 대학교 강의직으로부터 휴가의 기간 동안 처치하기 어려운 인종적 위기를 해결하기 위한 다른 것으로부터 하나의 가증한 방법을 탐구하면서 보냈다. 학계, 연구와 출판에 물든 듀보이스는 시초적으로 사회학을 통하여 인종 문제를 해결하는 상식이 찾아지는 그의 설득력에 정렬적이었다. 추가로 그는 굳게 대학 학위는 인종으로 근무하는 데 요구된 통찰력과 지력과 함께 젊은 흑인들을 공급한 이래 본질적이었다. 그러므로 그의 배경은 당시 가장 영향적인 흑인 지도자 부커 T. 워싱턴과 약간 달랐고, 듀보이스는 인종적 조화에 관하여 가져오는 데 여겨지는 매우 다른 전망을 개발하였다. 최후적으로 그의 세대의 착실하게 악화된 인종적 풍조는 점차 성실한 사회적 변형을 만들 수 있는 선동과 항의 만을 통하여 결말로 그에게 몰아졌다. 추가로 듀보이스와 워싱턴 사이의 관념 형태의 논쟁은 두 사람 사이의 쓰라린 개인적 교전으로 자라났다.
사회주의와 마르크스주의로 애틀랜타의 대학 교수들의 끌어들임이 1920년대를 통하여 증가하였다. 1926년 소련 방문 중, 그는 "내가 러시아에서 나의 눈으로 보고, 귀로
들은 것이 볼셰비키-레닌주의라면, 난 볼셰비키이다."라고 진술하였다. 이 진술은 중심과 방향의 깊은 변화의 증거였다. 그 전향은 듀보이스와 함께 전미 흑인 지위 향상 협회의 발기인들이었던 찰스 E. 러셀, 메리 화이트 오빙턴, 윌리엄 E. 월링과 조엘 E. 스핑건 같은 초기의 사회주의자들에게 듀보이스의 연결의 결과로서에 관하여 왔다.
1934년으로 봐서 듀보이스는 전미 흑인 지위 향상 협회의 출판물 《위기》의 편집자로서 사임을 하였고, 애틀랜타 대학교에서 자시의 교수직을 다시 시작하였다. 전미 흑인 지위 향상 협회의 사무 국장 월터 화이트와 투쟁을 가진 그의 세월은 듀보이스를 좌절하게 내버려 두었다. 추가로 그는 국가주의적 팬아프리칸 운동의 자신이 아이디어가 들리지 않게 떨어진 사실에 거대하게 환멸을 느꼈다. 또한 완전한 시민으로 급상승하는 전체를 당기는 데 필요하던 능력과 이해력을 구체화한 흑인 미국의 가장 모범생으로서 그의 "유능한 10분의 1" 이론은 약간의 구독자들을 찾았다.
1930년대 중반으로 봐서 이론적 좌파와 듀보이스의 인연들은 그를 어떤 심각한 문제들로 데려왔다. "지원적 인종적 분리"와 "경제적 분리주의"를 위한 그의 개혁 운동들은 다른 지식인들로부터 비방들을 일으켰다. 자신이 친마르크스주의의 원인들과 함께 자신을 증대하게 밝히면서 그는 연방 정부의 주의 깊은 전망을 끌어들였다. 1951년 자신이 외국 정부의 타도하는 대리였던 고발들에 기소되고 면제된 그는 미국과 환멸을 느끼게 되었다. 1961년 당시 미국 공산당의 당수 거스 홀에게 보낸 편지에 듀보이스는 "오늘날 나는 자본주의가 그 자신을 개혁하지 못한 완고한 결론으로 도달하였다. 그 일은 자멸로 되어있다. 아무도 만국의 이기주의는 아무도 사회를 좋게 가져올 수 없다. 공산주의...가 인류 생활의 단 하나의 방향이다."라고 썼다.
2년 후, 가나에서 공식 공산당원이면서 듀보이스는 사망하였다.

## 경력

### 학문적 실행

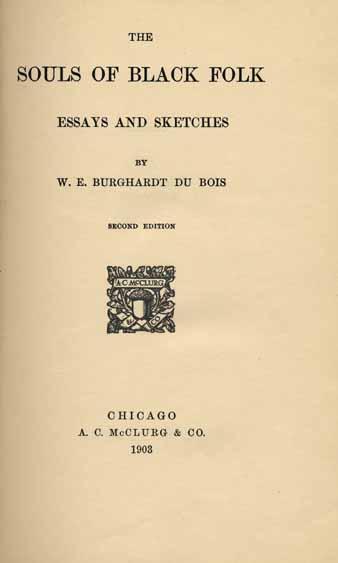
듀보이스의 저서 《흑인 가족의 영혼들》

교육과 사회학 분야에 공헌한 듀보이스의 실행들 중에 높게 랭킹에 든 것은 자신의 철학 박사 학위 논문 《미국으로 아프리카 노예 무역의 억압, 1638 ~ 1870》으로 흑인에 의하여 저서된 "첫 과학적 역사적 실행"으로서 칭찬을 받았다. 그 책은 《하버드 역사 연구》(1896)의 당시 새로운 시리즈의 제1권으로 출판되었다. 추가로 듀보이스의 《필라델피아 니그로:사회 연구》는 미국 흑인의 사회적 분석으로 여겨지면서 개척의 노력이었다.
그의 저서 《흑인 가족의 영혼들》(1903)은 인종 차별 승리하는 데 부커 T. 워싱턴의 접근으로 자신의 반대를 구체화시킨 평론의 책이다. 워싱턴은 흑인들이 사회에서 효과적으로 경제적 역할을 하는 것을 통하여 적절하고, 연습적이고, 고용될 수 있는 실력들과 함께 젊은 흑인 남성과 여성들을 마련하는 데 주창하였다. 그는 흑인들이 자연적으로 존중을 얻게 되고 그 기초에 미국의 백인들과 완전히 성장한 재정적과 문화적 동질을 깨달을 것이라고 믿었다. 듀보이스는 접근이 실패할 것이고, 하급자로서 영원히 여겨진 흑인 인구를 운명지울 것 같이 단호하였다.
《니그로의 문제: 오늘날의 대표하는 니그로들의 심각한 조항》(1903)에서 듀보이스는 고등 교육이 10 퍼센트의 미국 흑인들 중에 지도력을 개발하는 데 필요였던 것에 즉 자신의 반대하는 전망을 나타냈다. 정치적과 시민적 동등권을 이루는 순서에서 듀보이스는 흑인 인구의 "유능한 10분의 1"이 그러고나서 흑인 인구를 지도할 수 있는 전문가, 학회원, 교사, 목사와 연설인들로 교육되어야 하고, 사회에서 그들의 진실한 범위로 그들을 옮긴다고 믿었다.
듀보이스는 "인종 차별"로부터 두드러져야 한다고 자신이 다툰 "인종 주의"의 개념을 마련하는 데 존재한 인종들 사이에 다른 아이디어를 흥행하였다. 그는 그 인종 주의가 그들이 생물학, 심리학과 직관적으로 인종적으로 다른 존재의 아이디어로 언급되는 데 암시하였다. 당시 인종 차별은 하나의 소유적 특정한 인종이 모든 다른이들에게 타고나게 우수한 관념을 나아가게 하는 데 이 아이디어의 이용이다. 그러므로 듀보이스는 인종 차별의 활동으로부터 조건들을 갈라놓았다.

### 인권 운동
1895년부터 윌버포스 대학교에서 자신의 강의직으로부터 젊은 듀보이스는 부커 T. 워싱턴을 그의 경계표 애틀랜타 박람회에 축하한 국가 주위에 미국인들의 군중들에 가입하였다. 그 요점에 듀보이스는 흑인의 향상을 위하여 하나님에 열렬한 믿음, 강한 가족들과 경제적 안정이 없어서는 안 되었던 워싱턴과 동의서에 있었다.
8년 후, 하지만 듀보이스는 공공연하게 워싱턴을 공격하여 그와 그의 프로그램을 믿을 만한 흑인들의 촉진으로 방해로서 비난하였고, 워싱턴의 접근은 전체로서 흑인들의 장기적 이익들을 섬기지 않을 것이라고 주장하였다.

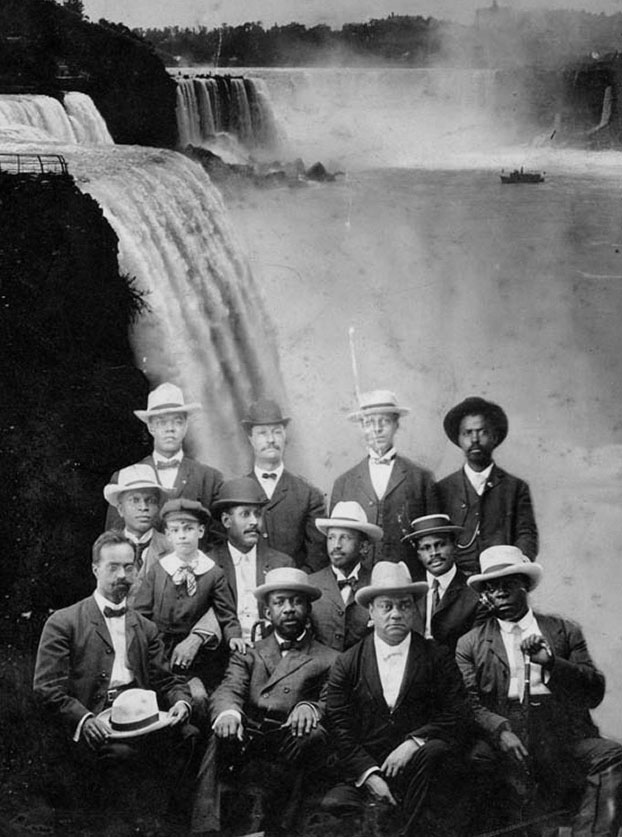
1905년 나이아가라 운동의 창립자들의 모임 (중앙에서 하얀 모자 차림이 듀보이스)

흑인 지식 계급의 열광적이고 관념론적인 일원들이 듀보이스를 둘러싸며 자신들을 결성하기 시작하면서, 그들의 목표는 명확하였으며 흑인들을 위한 완전한 인권의 즉각 달성과 미국에서 인종 차별의 즉각 배제였다. 1905년 그들의 단체는 캐나다에서 나이아가라 운동을 창립하였다. 그들의 지도자들은 듀보이스와 윌리엄 먼로 트로터라고 불리는 또다른 하버드에서 교육을 받은 북동부 흑인이었다. 하지만, 듀보이스가 인종 혼합의 제휴가 피할 수 없는 것을 유지한 동안에 트로터는 그 기구에 백인들이 없다는 것을 주장하였다.
두 지도자들 사이에 갈라짐에 이어 듀보이스는 1909년 인종 혼합의 전미 흑인 지위 향상 협회의 우두머리 흑인 창립자가 되었다. 1910년 그는 기구의 출판 국장으로서 전임으로 일하려고 애틀랜타 대학교에서 자신의 강의직을 떠났다. 랭스턴 휴스와 진 투머 같은 할렘 르네상스의 작가들의 책을 정규적으로 펴내면서 듀보이스는 흑인 미국의 주의를 소유하였다. 전략의 편집주의를 이용한 그는 1910년 1,000권에서 1920년 100,000권으로 솟아 오른 잡지의 발행 부수에 자신의 지도력을 설득력있게 강한 영향을 주었고, 동시에 성장한 전미 흑인 지위 향상 협회의 비망록을 세웠다.
듀보이스의 인권 전망은 3개의 주석들 위에 떠받쳐졌다. -
1. 철학적과 사회적 진실(그의 자본주의적 이념)의 공평한 표시와 함께 흑인들을 자유롭게 놓는다.
2. 압박에 남자다운 선동과 떠들석한 항의를 통하여 인종적 추진한다.
3. "유능한 10분의 1"의 훈련과 지도력을 통하여 인종을 향상시킨다.
하지만, 이 아이디어들은 듀보이스가 사망하기 10년 전까지 흑인의 미국에서 심각한 영향력을 얻지 않았다.
워싱턴과 듀보이스 사이의 근본의 토론은 듀보이스가 흑인들을 위한 완전한 교육적 기회들을 위하여 강조하는 동안 워싱턴은 자조와 직업상의 훈련의 적응의 철학을 주창하면서 《위기》의 페이지들에 끝까지 출연하였다. 듀보이스는 또한 그 저서를 마커스 가비와 그의 국민주의적 만국 흑인 향상 협회를 공격하는 데 이용하였다. 추가적으로 윌리엄 R. 허스트가 소유한 샌프란시스코 크로니클과 3개의 흑인 소유 신문들 - 시카고 디펜더, 피츠버그 쿠리어와 뉴욕 앰스터댐 뉴스를 포함한 많은 신문들에 주간의 본난을 썼다. 이 시기 동안 미국에서 인종적 나누어짐을 해결하는 데 자신들의 접근들에 듀보이스와 워싱턴 간의 이 불동의는 개인적과 독살스러운 경쟁이 되었다.

1917년 듀보이스는 뉴욕에서 이스트세인트루이스 폭동에 항의하는 데 침묵의 행렬을 결성하였다.

1915년 워싱턴의 사망 후, 듀보이스는 자신이 터스키기 연구원들과 지도력의 분투에 의하여 더 이상 훼방되지 않은 전망에 의하여 기운이 났다. 이듬해로 봐서 듀보이스는 워싱턴을 미국의 가장 현저한 흑인 지도자로서 대체하였다. 1916년부터 1930년가지 늘어나는 흑인들의 수가 항의와 선동을 통하여 애틀랜타의 교수의 추진 독트린을 기꺼이 받아들였다. 아직 그와 전미 흑인 지위 향상 협회가 흑인 미국의 근본적인 초보에서 중도 자리로 옮기면서 듀보이스는 자신이 워싱턴을 반대한 것을 위한 똑같은 전술에 필요적으로 용기를 준 자신을 가끔 찾았다. 그리고 책임에서 반어적으로 듀보이스에 쌓인 것들은 그가 자신의 이전 라이벌을 파괴한 똑같은 비평들이었다.
더욱 근본적으로 좌파인물인 듀보이스는 월터 프랜시스 화이트와 로이 윌킨스 같은 지도자들과 차이에서 증가적으로 자신을 찾았다. 결국 1934년 흑인의 분리주의가 유용한 경제적 전략이라고 제안한 《위기》를 2개의 평론으로 쓴 후, 듀보이스는 잡지 편집을 그만 두고, 자신의 애틀랜타 대학교 교수직으로 돌아왔다.
러일 전쟁에서 일본의 승리 후에 듀보이스는 일본 제국의 국력이 자라나는 것에 인상을 받게 되었다 그는 러시아 제국에 일본의 승리를 "유색인의 자랑"의 예로서 해석하여 일본의 "니그로 선전 실시"의 기꺼이 하는 일부가 되었다. 1936년 듀보이스와 그의 동료 학문인들의 작은 단체가 중국, 일본과 소련에서 정차를 포함한 순회에 참석하였다. 중국에 있는 동안 듀보이스는 중일간의 증오의 근원은 백인의 침략에 중국의 복종과 일본의 저항이라고 소감을 남기고, 그는 중국인들에게 일본인들을 해방자들로서 환영하는 데 의문하였다.
1942년 5월 자신을 사회주의자로 나타내는 것을 쓰고, 자신이 공산주의자로 불리며 동시에 공산당에 의하여 비난을 받은 것을 청구한 미국 연방 수사국에 의하여 조사되었다. 그는 외국 관리 등록 법령 아래에 미국에서 기소되었으나 증거의 부족으로 면제되었다.
듀보이스는 대약진 운동이 일어나는 동안 중화인민공화국을 방분하였다. 내셔널 가디언의 1953년 3월 16일 발행물에 그는 "이오시프 스탈린은 위대한 남자이며, 2-세기의 몇몇의 다른 남자들은 그의 동상에 접근하였다."고 썼다. 그는 한국전쟁의 시작에 평화 안내소의 의장이었다. 그는 핵무기의 이용을 반대한 스톡홀름 평화 보증의 서명인들 중에 있었다. 1959년 그는 레닌 평화상을 수상하였다.
결국 미국에서 흑인 자본주의와 인종 차별 둘다와 함께 듀보이스의 환멸감이 완료되었다. 1961년 93세의 나이로 그는 공산당에 입당하여 뉴욕 타임스에서 자신의 회원 자격을 공고하였다.
그해에 듀보이스는 크와메 은크루마 대통령에 의하여 가나로 초청되었다. 1963년 그가 새로운 미국 여권을 거부할 때 그와 그의 부인 셜리 그레이엄 듀보이스는 자신들의 미국 시민권을 포기하고 가나의 시민들이 되었다. 1962년 듀보이스의 건강이 쇠퇴하였고, 이듬해 마틴 루서 킹 주니어의 〈I have a dream〉 연설이 있기 하루 전인 8월 27일 95세의 나이로 아크라에서 사망하였다.

## 영예

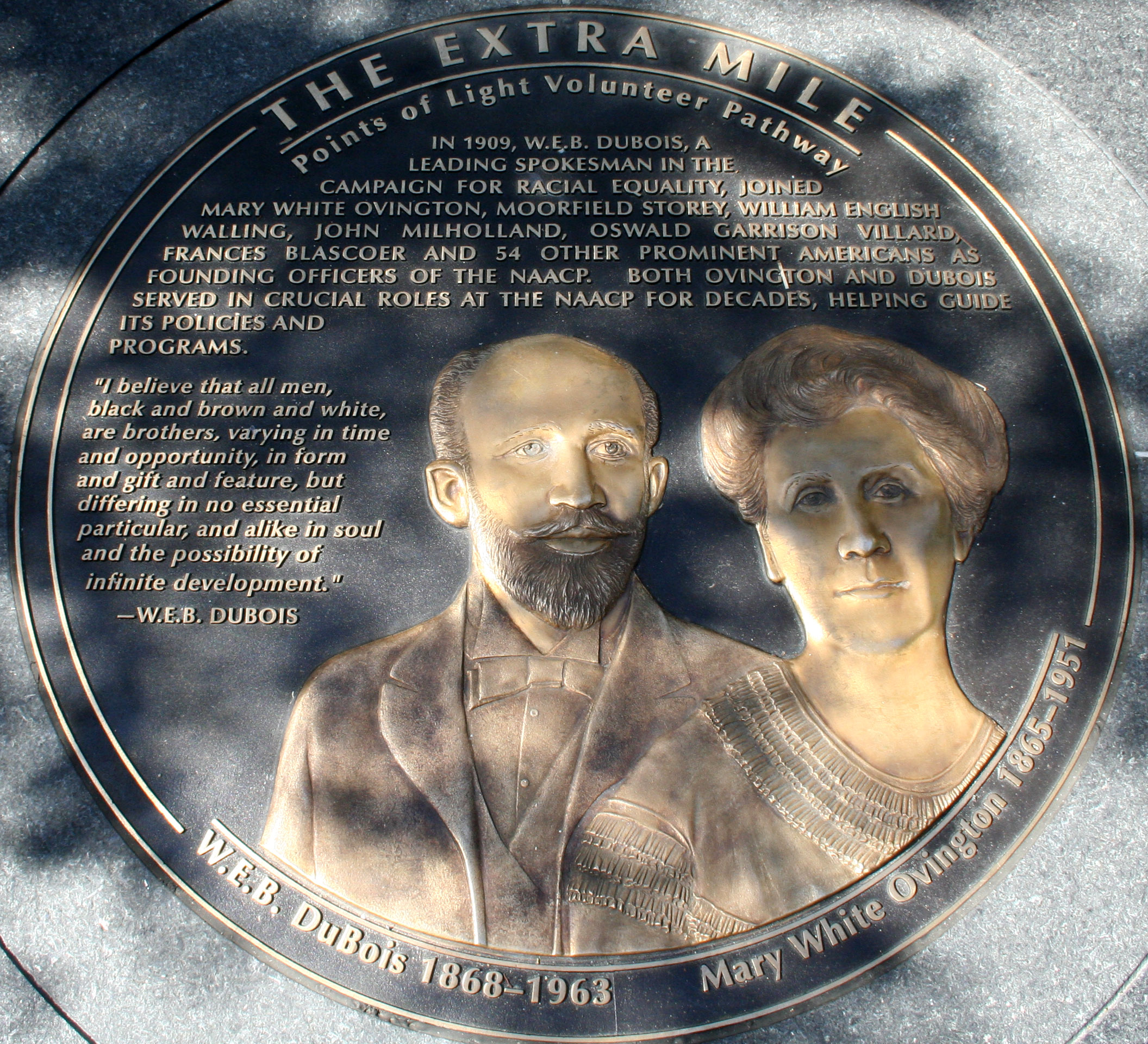
듀보이스와 메리 화이트 오빙턴의 각판

W. E. B. 듀보이스는 20세기 미국의 역사에서 유일한 장소를 보유하고 있다. 학자, 다산의 저자, 편집자, 시인과 역사가로서 그의 성취들은 그에게 명예를 주었으며, 1943년 미국 예술 문학 연구소로 수용된 첫 흑인이었다. 아프리카계 미국인 학문에 관련된 분야들에서 박사 학위 논문의 저서를 용이하게 하는 데 의도된 협력을 마련하는 데 하버드 대학교에 아프리카인과 아프리카계 미국인의 연구를 위한 W. E. B. 듀보이스 연구소가 설립되었다. 1992년 미국은 그의 유사점을 지닌 우표와 함께 듀보이스에 칭호를 주었다. 1994년 10월 5일 매사추세츠 대학교 애머스트에 있는 주요 도서관 건물은 그의 이름을 땄다. 흑인들의 교육적 열망과 인생의 목적들로 그들의 민족이 장벽이 아닌 흑인 청소년들에게 영감으로서 섬기는 다수의 다른 교육과 공동 건물들도 또한 그의 이름을 지니었다.
듀보이스의 환호한 전기 작가 데이비드 리버링 루이스는 "그의 장기적으로 두드러진 경력의 과정에서 W. E. B. 듀보이스는 20세기의 인종 차별의 문제 - 학문, 선전, 인종적으로 합류, 문화와 경제적 갈라짐, 정치, 국제 공산주의, 국외 추방과 제3제국의 일치를 위하여 사실상 모든 가능한 해결을 시도하였다."고 썼다.
1899년 미국 역사 협회가 보스턴과 케임브리지에 주최되었다. 듀보이스의 전기 작가 루이스에 의하면 "협회는 당시 1500명의 회원들에 달하였고, 성공적인 오하이오주의 비지니스맨이자 다수권의 《1850년의 타협부터 미국의 역사》의 저자 제임스 포드 로즈에 의하여 사회되었다. 이 1899년의 모임에서 연설할 유대인이나 흑인이나 여성이 없었다"고 한다. 1909년 듀보이스는 미국 역사 협회에서 연설하였다. 루이스는 "그의 연설이 1940년까지 프로그램에 아프리카계 미국인의 처음이며 마지막 출연일 것이다"고 적어 두었다.
듀보이스는 인종적 압박에 항의하는 미국의 흑인들의 자신의 명확한 표현을 여긴 장엄한 광휘와 신임되어 왔다. 전미 흑인 지위 향상 협회의 단 하나의 흑인 공동 창립자로서 듀보이스는 민주주의의 약속들을 명백하게 만드는 데 미국의 역사적 분투에서 본질적인 역할을 하였다. 그는 또한 1919년 첫 팬아프리칸 의회가 열린 이래 팬아프리칸 운동으로 관계되면서 영향적인 인물로서 보여왔다. 흑인의 미국은 "유능한 10분의 1" 이론의 대규모의 인기를 위하여 듀보이스를 감사하였다. 더 낳은 인종적 미래로 향하는 요점과 흑인 대중들의 랭크들로부터 오를 대학에서 교육을 받고, 뚜렷하고, 문화적이고 공적 있는 우등생의 아이디어가 지도력을 위한 기회가 나타날 때 적격을 얻는 순서에서 학문적 우수를 위하여 열망하는 데 많은 젊은 흑인들을 억지로 복종시켰다.
다른 기록에 듀보이스는 2개의 흑인 미국을 창조하고 단체의 단결을 약하게 한 통렬한 지도력의 갈라짐을 위하여 주요 책임을 지니었다. 자신의 사회적 이론들과 제안들이 부커 T. 워싱턴과 마커스 가비 같은 영향적인 다수 단체의 개혁나들에 의하여 무시된 이유로 듀보이스는 분개를 택하였다. 마르크스주의의 아이디어들을 채택하고 최후적으로 공산주의의 호의에 미국의 자본주의와 민주주의를 포기한 듀보이스는 개인적과 사회적 선동, 항의와 말로 나타낸 논쟁의 적극적인 행로를 추구하였다. 그럼에 불구하고, 전미 흑인 지위 향상 협회가 결국적으로 된 영향력과 듀보이스의 25년간 효과의 이유였으며, 아직도 미국의 최고와 가장 영향적인 민권 기구로 남아있다.